# Raško Katić
Raško Katić (Servisch: Рашко Катић) (Kragujevac, 8 december 1980) is een Servisch basketballer die doorgaans als center speelt. Hij verruilde in 2015 CAI Zaragoza voor Telenet Oostende. 

## Carrière
Katić begon zijn loopbaan in zijn geboorteplaats, bij het lokale KK Radnički KG 06. In januari 2004 maakte hij de overstap naar Rode Ster Belgrado, waar hij echter slechts één jaar actief voor zou zijn. Begin 2005 verliet Katić immers Servië om te gaan spelen voor İTÜ İstanbul. Na een korte passage in Turkije en enkele wedstrijden voor OKK Konstantin trok Katić in 2005 naar het Duitse Tigers Tübingen, actief in de Basketball Bundesliga. Katić zou vier seizoenen actief zijn in Duitsland waarna hij terug actief werd in zijn thuisland. Na een korte passage bij KK Vršac speelde hij twee seizoenen voor KK Partizan waarmee hij twee keer landskampioen werd, tweemaal de bekerwinst behaalde en in 2011 ook eindwinnaar werd van de Adriatische Liga. 
In de zomer van 2012 verhuisde hij opnieuw naar Rode Ster Belgrado, waarmee hij nog tweemaal de Servische beker kon winnen. In september 2014 verhuisde hij naar het Spaanse CAI Zaragoza. In de zomer van 2015 verruilde Katić Zaragoza voor het Belgische Telenet Oostende.
Katić is ook actief voor het Servisch basketbalteam. Op Eurobasket 2013 eindigt hij met zijn landgenoten op de zevende plaats. In 2014 maakte hij deel uit van de Servische selectie voor het Wereldkampioenschap basketbal. Servië kan zich plaatsen voor de finale, waar ze echter kansloos verliezen van topfavoriet Verenigde Staten.

## Palmares

### Club
KK Partizan
- 2011, 2012: Servisch landskampioen
- 2011, 2012: Servisch bekerwinnaar
- 2011: Winnaar Adriatische liga

KK Rode Ster Belgrado
- 2013, 2014: Servisch bekerwinnaar

Telenet Oostende
- 2016, 2017: Beker van België
- 2016: Belgisch landskampioen